# Système fiscal espagnol
Le système fiscal espagnol est composé de trois niveaux;
- Le système national ou étatique
- Le système régional ou autonomique
- Le système local

## Le système national
La fiscalité actuelle de l'État date de la dernière reforme en 1977 et comprend les impôts suivants ;
- Impôts directs
  - Impôt sur le revenu
  - Impôt sur les successions et donations

- Impôts Indirects
  - TVA
  - Impôts spéciaux
  - Impôts sur les assurances
  - Droit d'enregistrement
  - Prélèvements sur produit des jeux

## Système régional (autonome)
La constitution limite les compétences fiscales des communautés autonomes. Elles peuvent créer des impôts dans les cas suivants :
- L'impôt n'existe pas au niveau national
- L'impôt n'existe pas au niveau local
- L'impôt respecte le principe de territorialité

De fait de ces limitations la majeure partie de la perception d'impôts provient des impôts nationaux qui sont cédés entièrement ou partiellement aux communautés autonomes.
Il existe deux régimes fiscaux au niveau régional :

### Régime foral
Le régime foral s'applique exclusivement au Pays basque et en Navarre. Dans ces deux communautés autonomes le trésor public autonome est lui seul responsable des impôts levés sur son territoire et transfère à l'État seulement les ressources nécessaires pour payer les services sous compétence de l'État.

### Régime général
Ce régime s'applique à toutes les autres communautés autonomes. Les impôts cédés sont collectés par les trésors publics autonomes et les impôts non cédés  sont levés par le trésor public national. Le trésor public autonome reverse alors une partie des impôts partiellement cédés au trésor public national. Le gouvernement national redistribue une partie des recettes fiscales par un système de péréquation composé de plusieurs fonds (Suffisance, service public, convergence)

## Système fiscal local

### Municipalités
Toute municipalité de plus de 75 000 habitants ou qui est capitale de province peut bénéficier de la cession complète de certains impôts nationaux.
- Impôts sous unique responsabilité locale
  - Impôts obligatoires
    - Impôt foncier
    - Taxe sur les activités économiques
    - Taxe sur les véhicules
    - Impôts sur la chasse et la pêche

  - Impôts facultatifs
    - Impôts construction et travaux
    - Impôts sur la plus-value immobilière

### Lesprovincias(Députation provinciale (Espagne))
Les provincias (équivalents des départements français) ne peuvent pas lever des impôts eux-mêmes, mais peuvent surimposer de 40 % les activités économiques.